# Osservatori (Highlander)
Gli Osservatori sono un'associazione segreta di mortali, che osserva le azioni degli Immortali nella serie televisiva Highlander e nei successivi film correlati. 

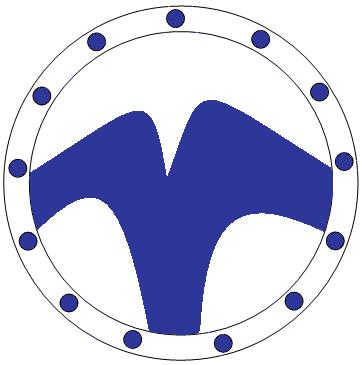
Il simbolo degli Osservatori

Vennero introdotti nell'ultimo episodio della prima stagione della serie come cliffhanger per la stagione successiva. Da allora in poi loro sono stati parte integrante delle avventure di Duncan MacLeod. 

## Apparizione
Nella puntata Gli Osservatori  Joe Dawson spiega a Duncan MacLeaod il loro lavoro: "Noi vi abbiamo sempre osservato. (...) Osserviamo,  registriamo, ma non interferiamo mai. (...) Troppo, della storia umana è andato perduto. L'unica cosa che conta è la verità. Noi vogliamo la verità sugli Immortali per sopravvivere, non un mucchio di pettegolezzi (...) Se noi avessimo rivelato il vostro segreto al tempo delle superstizioni, puoi immaginare la caccia alle streghe. (...) Mentre oggi ... probabilmente finireste in terza pagina di una di quelle riviste da supermarket a fianco ad una scimmia con tre teste ed io indosserei una camicia di forza."
Gli Osservatori sono una società segreta di umani mortali che osserva le vite degli Immortali, ma senza mai rivelarsi. Ad ogni Immortale è assegnato un osservatore il cui unico compito consiste nel monitorare e registrare le loro attività. La rete degli Osservatori solitamente tiene schede dettagliate dei propri osservati, persino dei loro movimenti casuali. La maggior parte degli Immortali non è a conoscenza degli Osservatori. L'organizzazione è stata creata da Ammaletu l'Accade dopo aver visto Gilgamesh ritornare in vita. Anticamente tutti gli Osservatori indossavano un medaglione con il simbolo della loro organizzazione. Più recentemente, ognuno di loro ha tatuato il simbolo all'interno del polso.

## I Cacciatori
I Cacciatori sono una branca esterna agli Osservatori. In origine avevano a capo James Horton, con lo scopo dichiarato di uccidere tutti gli Immortali. La loro vittima più famosa è Darius. Lo scopo era comune, ma le motivazioni variavano da membro a membro. Per esempio, Horton aveva paura che il vincitore del Premio avrebbe controllato il mondo, premio che avrebbe dovuto appartenere ai mortali, mentre alcuni Cacciatori avrebbero voluto diventare essi stessi Immortali, altri ancora li cacciano solo per puro piacere.

## Il Santuario
Il Santuario venne creato dagli Osservatori per dare una possibilità agli Immortali che cercano rifugio dal Gioco. Coloro che lo hanno creato avevano un obiettivo: finché esiste il Santuario nessun immortale può vincere il Premio. Ogni Immortale che entra nel Santuario venne inserito, quasi tutti a loro insaputa, in una macchina che li ha posti in animazione sospesa nel corso degli anni. In ogni caso, il Santuario venne distrutto nel 2000 da Jacob Kell e dalla sua gang, che per dieci anni hanno cercato Connor MacLeod, nel frattempo entrato nel Santuario. Kell decapitò ogni Immortale eccetto Connor, che venne lasciato in vita perché Kell voleva personalmente ucciderlo come l'ultimo Immortale. Non è noto se il Santuario sia stato ricostruito, ma sembra altamente improbabile, dal momento che l'Osservatore che ha supervisionato il Santuario, Matthew Hale, venne ucciso da Joe Dawson per aver cercato di interferire nel combattimento tra Duncan MacLeod e Kell, entrambi in procinto di essere catturati per porli in animazione sospesa all'interno del Santuario.
Nota Bene: Nella versione cinematografica del film Highlander: Endgame, Methos sostiene che il Santuario sia terra consacrata. Visto che all'interno avvengono numerose decapitazioni senza che avvenga nulla di tragico, i fan hanno criticato il fatto che la Regola d'Oro, ossia che gli Immortali non possono combattere su terra consacrata, è stata infranta. A causa di queste critiche, nell'edizione in DVD, tutti i riferimenti al fatto che il Santuario sia stato costruito su terra consacrata sono stati eliminati.

## Sviluppo
Il Produttore Esecutivo Bill Panzer spiega, "L'organizzazione degli Osservatori, che ha osservato gli Immortali registrando la loro storia senza interferire per migliaia di anni, ha conservato molti, molti segreti (...). Tra di essi, è presente un gruppo di Osservatori chiamati Cacciatori. Questi hanno deciso che gli Immortali sono da considerarsi come un flagello, una piaga, innaturali per il pianeta Terra, per cui devono essere eliminati. Infatti con Darius hanno iniziato ad uccidere gli Immortali."